# Festival international du film de Locarno 2014
Le festival international du film de Locarno 2014, la 67e édition du festival (67° Festival del film Locarno), se déroule du 6 au 16 août 2014.

## Jurys

### Concorso internazionale
- Président : Gianfranco Rosi, réalisateur  Italie
- Thomas Arslan, réalisateur  Allemagne
- Alice Braga, actrice  Brésil
- Connie Nielsen, actrice  Danemark
- Diao Yi'nan, réalisateur  Chine

### Concorso Cineasti del presente
- Président : Ossama Mohammed, réalisateur  Syrie
- Thierry Jobin, directeur de festival  Suisse
- Don McKellar , écrivain, acteur et réalisateur  Canada
- Clémence Poésy, actrice  France
- Mary Stephen, monteuse  Hong Kong  France

### Pardi di domani
- Président : Rutger Hauer, acteur  Pays-Bas
- Helvécio Marins Jr, réalisateur  Brésil
- Lois Patiño, réalisateur  Espagne
- Myroslav Slaboshpytskiy, réalisateur  Ukraine
- Nicole Vögele, réalisatrice  Suisse

### Opera Prima - Première œuvre
- Emmanuel Burdeau, critique de cinéma et programmateur  France
- Luciano Monteagudo, critique de cinéma et programmateur  Argentine
- Andréa Picard, critique de cinéma et programmatrice  Canada

## Sélection

### Concorso internazionale
- A Blast de Syllas Tzoumerkas  Grèce  Allemagne  Pays-Bas
- Alive de Park Jungbum  Corée du Sud
- Cavalo Dinheiro de Pedro Costa  Portugal
- Cure: The Life of Another d'Andrea Štaka  Suisse  Croatie  Bosnie-Herzégovine
- Dos Disparos de Martín Rejtman  Argentine  Chili  Allemagne  Pays-Bas
- L'Idiot ! (Durak) de Yury Bykov  Russie
- Fidelio, l'odyssée d'Alice de Lucie Borleteau  France
- Gyeongju de Zhang Lu  Corée du Sud
- La Princesa de Francia de Matías Piñeiro  Argentine
- La Sapienza d'Eugène Green  France  Italie
- L'Abri de Fernand Melgar  Suisse
- Listen Up Philip d'Alex Ross Perry  États-Unis
- From What is Before de Lav Diaz  Philippines
- Nuits blanches sur la jetée de Paul Vecchiali  France
- Perfidia de Bonifacio Angius  Italie
- The Iron Ministry de J.P. Sniadecki  Chine  États-Unis
- Ventos De Agosto de Gabriel Mascaro (en)  Brésil

### Concorso Cineasti del presente
- Buzzard de Joel Potrykus  États-Unis
- Christmas, Again de Charles Poekel  États-Unis
- Exit de Chienn Hsiang  Taïwan  Hong Kong
- Frère et Sœur de Daniel Touati  France
- Hold Your Breath Like A Lover de Kohei Igarashi  Japon
- La creazione di significato de Simone Rapisarda Casanova  Canada  Italie
- Lelaki harapan dunia de Liew Seng Tat  Malaisie  Pays-Bas  Allemagne  France
- Los enemigos del dolor d'Arauco Hernández  Uruguay  Brésil
- Los Hongos d'Oscar Ruiz Navia  Colombie  France  Argentine  Allemagne
- Navajazo de Ricardo Silva  Mexique
- Sae-Chul-Bal de Jang Woojin  Corée du Sud
- Songs From The North de Soon-Mi Yoo  États-Unis  Corée du Sud  Portugal
- Sud eau nord déplacer d'Antoine Boutet  France
- They Chased Me Through Arizona de Matthias Huser  Suisse  Pologne
- Un jeune poète de Damien Manivel  France

### Pardi di domani
- Abandoned Goods
- Allt Vi Delar (All We Share)
- An Hun Qu (Requiem)
- Cai Putere (Horsepower)
- Helix Aspersa
- Hole
- Ii (Two)
- Kookaburra Love
- La Baracca (The Shack)
- Los Invencibles (Invincibles)
- Lystopad (Fallen Leaves)
- Matka Ziemia (Mother Earth)
- Muerte Blanca (White Death)
- O Bom Comportamento (The Good Behavior)
- Pussy Have The Power
- Rooli (Role)
- San Siro
- Ser E Voltar (To Be And To Come Back)
- Sertres
- Shipwreck
- Single Stream
- Sleeping Giant
- Tahtt Al-Khazzan (Under The Tank)
- Thirst
- Triukšmadarys (The Noisemaker)
- Unnatural History
- Višakvjetra (Surplus Of Wind)
- Abseits Der Autobahn (Off The Highway)
- Aubade
- Die Hälfte Der Welt (Half Of The World)
- Le Mal Du Citron (The Lemon Syndrome)
- Le Miel Est Plus Doux Que Le Sang (Honey Is Sweeter Than Blood)
- Orages D’été
- Peau
- Petit Homme
- Prose Du Transsibérien (Prose Of The Trans-Siberian)
- Totems

Programme spécial : une série de courts métrages d'étudiants réalisés sous la supervision d'Aleksandr Sokourov

### Hors compétition

#### Piazza Grande
Par ordre de projection sur la Piazza.
- Lucy de Luc Besson  France
- Dancing Arabs d'Eran Riklis  Israël  France  Allemagne
- L'été sera chaud (Love Island) de Jasmila Žbanić  Croatie  Allemagne  Suisse  Bosnie-Herzégovine
- A Hitman’s Solitude Before The Shot de Florian Mischa Böder  Allemagne
- Hin und weg de Christian Zübert  Allemagne
- Le Guépard de Luchino Visconti (1963)  Italie  France
- Marie Heurtin de Jean-Pierre Améris  France
- Les Plages d'Agnès d'Agnès Varda (2008)  France
- À la vie de Jean-Jacques Zilbermann  France
- Les Recettes du bonheur de Lasse Hallström  États-Unis
- Schweizer Helden de Peter Luisi  Suisse
- Pause de Mathieu Urfer  Suisse
- Photo Obsession de Mark Romanek  États-Unis
- La Vénus à la fourrure de Roman Polanski  France  Pologne
- Sils Maria d'Olivier Assayas  France  Allemagne  Suisse
- Land Ho! d'Aaron Katz et Martha Stephens  États-Unis  Islande
- Geronimo de Tony Gatlif  France

#### Fuori concorso
- À propos de Venise de Jean-Marie Straub  France  Suisse
- Adieu au langage de Jean-Luc Godard  France
- Creep de Patrick Brice  États-Unis
- Cutaway de Kazik Radwanski  Canada
- The Dossier (Dang An) de Zhu Rikun  Chine
- Dialogue d'ombres de Jean-Marie Straub et Danièle Huillet  France  Suisse
- Homo Faber de Richard Dindo  Suisse
- Le Temps Perdu de Pierre Schoeller  France
- Lisbon Revisited de Edgar Pêra  Portugal
- Parole De Kamikaze de Masa Sawada  France
- Poder Dos Afetos de Helena Ignez  Brésil
- Sul Vulcano de Gianfranco Pannone  Italie
- The Tony Longo Trilogy de Thom Andersen  États-Unis
- Yalom's Cure de Sabine Gisiger  Suisse

#### Signs of Life
- The Immortal Sergent (Al-Rakib Al-Khaled) de Ziad Kalthoum  Syrie
- Amori E Metamorfosi de Yanira Yariv  France  Italie
- Antigona Despierta de Lupe Pérez García  Espagne
- Com Os Punhos Cerrados de Pedro Diogenes, Ricardo Pretti et Luiz Pretti  Brésil
- El Escarabajo De Oro de Alejo Moguillansky et Fia-Stina Sandlund  Argentine  Danemark  Suède
- Favula de Raul Perrone  Argentine
- Fils de de HPG  France
- Fort Buchanan de Benjamin Crotty  France  Tunisie
- Los Ausentes de Nicolás Pereda  Mexique  Espagne  France

#### Premi speciali
Films en l'honneur d'Agnès Varda, Nansun Shi, Juliette Binoche, Garrett Brown, Armin Mueller-Stahl et Víctor Erice.
- Cléo de 5 à 7 d’Agnès Varda  France  Italie
- Les Créatures d’Agnès Varda  France  Suède
- Oncle Yanco d’Agnès Varda  États-Unis
- Lions Love d’Agnès Varda  États-Unis  France
- Documenteur d’Agnès Varda  États-Unis  France
- Sans toit ni loi d’Agnès Varda  France
- Les Glaneurs et la glaneuse d’Agnès Varda  France
- Les Plages d'Agnès d’Agnès Varda  France
- Agnès de ci de là Varda d’Agnès Varda  France
- L'Auberge du dragon (Sun Lung Moon Hak Chan) de Raymond Lee  Hong Kong
- Time and Tide (Shun Liu Ni Liu) de Hark Tsui  Hong Kong  Chine
- Detective Dee 2 (Di Renjie: Shen DuLong Wang) de Hark Tsui  Chine
- Trois couleurs : Bleu de Krzysztof Kieslowski  France  Pologne  Suisse
- Copie conforme de Abbas Kiarostami  France  Italie  Belgique  Iran
- Sils Maria de Olivier Assayas  France  Allemagne  Suisse
- Bound For Glory de Hal Ashby  États-Unis
- Rocky de John G.Avildsen  États-Unis
- Shining (The Shining) de Stanley Kubrick  États-Unis
- Wolfen de Michael Wadleigh  États-Unis
- Lola, une femme allemande (Lola) de Rainer Werner Fassbinder  Allemagne
- Shine de Scott Hicks  Australie
- Utz, la passion de l'art de George Sluizer  Allemagne  Italie  Royaume-Uni
- El Espíritu de la colmena de Víctor Erice  Espagne
- El sur de Víctor Erice  Espagne
- El sol del membrillo de Víctor Erice  Espagne
- Alumbramiento de Víctor Erice  Espagne
- Correspondencia Víctor Erice - Abbas Kiarostami de Víctor Erice et Abbas Kiarostami  Espagne  Iran
- La morte rouge de Víctor Erice  Espagne
- Vidros partidos de Víctor Erice  Portugal

#### Histoire(s) du cinéma
Cette section comprend, cette année, entre autres, des hommages à Li Han-hsiang, à Carlo Varini et à Jean-François Amiguet.

#### I film delle giurie
- El Sicario, Room 164 de Gianfranco Rosi (2010)  France  États-Unis
- Gold de Thomas Arslan (2013)  Allemagne  Canada
- Latitudes de Felipe Braga  Brésil
- Demonlover d'Olivier Assayas (2002)  France
- Black Coal, Thin Ice (白日焰火, Bai Ri Yan Huo ) de Diao Yi'nan  Chine
- Eau argentée, Syrie autoportrait (ماء الفضة, Ma'a Al-Fidda) d'Ossama Mohammed et Wiam Simav Bedirxan  Syrie  France
- Last Night de Don McKellar (1998)  Canada  France
- Jeanne captive de Philippe Ramos (2011)  France
- Conte d'automne d'Éric Rohmer (1998)  France
- La Légende du saint buveur (La Leggenda Del Santo Bevitore) d'Ermanno Olmi (1998)  Italie  France
- Swirl (Girimunho) de Helvécio Marins Jr. et Clarissa Campolina (2011)  Brésil  Espagne  Allemagne
- Montaña en sombra de Lois Patiño (2012)  Espagne
- Costa da morte de Lois Patiño (2013)  Espagne
- The Tribe (Плем'я, Plemya) de Myroslav Slaboshpytskiy  Ukraine
- Nebel  de Nicole Vögele  Suisse

#### Retrospettiva Titanus
La rétrospective de l'année a été dédiée à la maison de production Titanus.

#### Semaine de la critique
- On The Rim Of The Sky (Ming Tian Hui Geng Hao) de Hongjie Xu  Allemagne  Chine
- Electroboy de Marcel Gisler  Suisse
- Mulhapar de Paolo Poloni  Suisse
- 15 Corners Of The World (15 Stron Świata) de Zuzanna Solakiewiczع  Pologne  Allemagne
- La Mort du Dieu Serpent de Damien Froidevaux  France
- The Stranger de Neasa Ní Chianáin  Irlande
- Broken Land de Stéphanie Barbey et Luc Peter  Suisse

#### Panorama Suisse
- Der Goalie Bin Ig de Sabine Boss
- El Tiempo Nublado de Arami Ullón
- Je Suis Femen de Alain Margot
- Mon Père La Révolution Et Moi de Ufuk Emiroglu
- Nebel de Nicole Vögele
- Sleepless In New York de Christian Frei
- Style Wars 2 de Veli Silver et Amos Angeles
- Thuletuvalu de Matthias Von Gunten
- Traumland de Petra Volpe
- Viktoria: A Tale Of Grace And Greed de Men Lareida

## Palmarès
Note : sauf mention contraire, les informations ci-dessous sont issues du site officiel du festival

### Concorso Internazionale
- Léopard d'or : From What is Before de Lav Diaz  Philippines
- Prix spécial du jury : Listen Up Philip d'Alex Ross Perry  États-Unis
- Léopard pour la meilleure réalisation : Pedro Costa  Portugal pour Cavalo Dinheiro
- Léopard pour la meilleure interprétation féminine : Ariane Labed pour Fidelio, l'odyssée d'Alice
- Léopard pour la meilleure interprétation masculine : Artem Bystrov pour Durak
- Mention spéciale : Ventos De Agosto de Gabriel Mascaro (en)  Brésil

### Concorso Cineasti del presente
- Léopard d'or : Navajazo de Ricardo Silva  Mexique
- Prix du meilleur réalisateur émergent : Simone Rapisarda Casanova pour La creazione di significato
- Prix spécial du jury : Los Hongos d'Oscar Ruiz Navia  Colombie  France  Argentine  Allemagne
- Mention spéciale : Un jeune poète de Damien Manivel  France

### Pardi di domani

#### Compétition internationale
- Pardino d'or : Abandoned Goods de Pia Borg et Edward Lawrenson
- Pardino d'argent : Shipwreck de Morgan Knibbe
- Prix Pianifica : Shipwreck de Morgan Knibbe
- Prix Film et Vidéo Untertitelung : Hole de Martin Edralin
- Mention spéciale : Muerte Blanca (White Death) de Roberto Collío

#### Compétition nationale
- Pardino d'or du meilleur court métrage suisse : Totems de Sarah Arnold
- Pardino d'argent : Petit Homme de Jean-Guillaume Sonnier
- Prix Action Light du meilleur espoir suisse : Abseits Der Autobahn (Off The Highway) de Rhona Mühlebach

### Opera Prima
- Léopard de la première œuvre : Songs From The North de Soon-Mi Yoo  États-Unis  Corée du Sud  Portugal
- Mention spéciale : Parole De Kamikaze de Masa Sawada  France

### Piazza Grande
- Prix du public : Schweizer Helden de Peter Luisi  Suisse
- Variety Piazza Grande Award : Marie Heurtin de Jean-Pierre Améris  France

### Jurys indépendants

#### Jury œcuménique
- Prix du jury œcuménique : Durak de Yury Bykov  Russie

#### Jury FIPRESCI
- Prix FIPRESCI : From What is Before de Lav Diaz  Philippines

#### Jury Europa Cinema Labels
- Prix : Fidelio, l'odyssée d'Alice de Lucie Borleteau  France

#### Jury Fédération internationale des ciné-clubs
- Prix de la Fédération internationale des ciné-clubs : From What is Before de Lav Diaz  Philippines
- Mentions spéciales :
  - Cavalo Dinheiro de Pedro Costa  Portugal
  - Durak de Yury Bykov  Russie

#### Cinema e Gioventù
- Concorso internazionale :
  - Premier prix : Durak de Yury Bykov  Russie
  - Deuxième prix : Alive de Park Jungbum  Corée du Sud
  - Troisième prix : Perfidia de Bonifacio Angius  Italie
  - Prix « L'environnement, c'est la qualité de la vie » : From What is Before de Lav Diaz  Philippines
  - Mention spéciale : L'Abri de Fernand Melgar  Suisse
- Concorso Cineasti del presente :
  - Prix : Frère et sœur de Daniel Touati  France
  - Mention spéciale : Buzzard de Joel Potrykus  États-Unis
- Pardi di domani :
  - Prix pour le Concorso internazionale : Sleeping Giant d'Andrew Cividino
  - Prix pour le Concorso nazionale : Abseits Der Autobahn (Off The Highway) de Rhona Mühlebach
  - Mention spéciale : Matka Ziemia (Mother Earth) de Piotr Zlotorowicz

#### Semaine de la critique
- Prix ex aequo de la Semaine de la critique :
  - 15 Corners Of The World (15 Stron Świata) de Zuzanna Solakiewicz  Pologne  Allemagne
  - La Mort du Dieu Serpent de Damien Froidevaux  France
- Prix Zonta Club Locarno du film qui promeut au mieux la justice et l'équité sociale : La Mort du Dieu Serpent de Damien Froidevaux  France